# لسان جغرافي
اللسان الجغرافي (بالإنجليزية: geographic tongue)‏ والمعروف أيضًا بعدة مصطلحات أخرى، هو حالة تصيب الغشاء المخاطي للسان، وتصيب الآفات عادة السطح الظهري للسان. وهي حالة شائعة تؤثر على حوالي 2-3% من عامة السكان. يُلاحظ وجود مناطق ملساء وحمراء ناعمة (فقدان الحليمات اللسانية) تظهر في مناطق متفرقة مع مرور الوقت. سبب الاسم هو مظهر اللسان الذي يشبه الخريطة، مع وجود بقع تشبه جزر أرخبيل. السبب غير معروف، لكن الحالة حميدة تمامًا (والأهم أنها لا تتعلق بسرطان الفم)، ولا يوجد علاج شاف. من غير المألوف أن يسبب اللسان الجغرافي إحساسًا حارقًا، وقد وُصفت علاجات مختلفة، ولكن مع القليل من الأدلة الرسمية على فعاليتها.

## العلامات والأعراض
في الحالة الطبيعية، يُغطى السطح الظهري للسان بتشكلات صغيرة شبيهة بالخصل تسمى الحليمات اللسانية (يرتبط بعضها ببراعم التذوق)، وتعطي اللسان ملمسًا سطحيًا غير منتظم ولونًا أبيضًا-وردي. يتصف اللسان الجغرافي بوجود مناطق من الضمور وانعدام الحليمات، مع منطقة حمامية (بلون أحمر داكن) وسطح أكثر نعومة من المناطق غير المصابة. تكون المناطق التي لا تحتوي على حليمات محددة جيدًا، وتحيط بها منطقة طرفية مرتفعة قليلاً، ومتعرجة (ثعبانية)، وبيضاء، أو صفراء أو رمادية. قد تبدأ آفة اللسان الجغرافي على شكل بقعة بيضاء قبل حدوث انعدام الحليمات. قد تُصادف في حالات معينة من اللسان الجغرافي آفة واحدة فقط، ولكن هذا غير شائع. تحدث الآفات عادةً في مواقع متعددة على اللسان وتتجمع بمرور الوقت لتشكل مظهرًا شبيهًا بالخريطة النموذجية. تتغير عادة الآفات في شكلها وحجمها، وتنتقل إلى مناطق أخرى، أحيانًا في غضون ساعات. قد تؤثر الحالة على جزء فقط من اللسان، مع ميل لطرف اللسان وجانبه، أو السطح الظهري بأكمله. تمر الحالة بفترات شفاء وانتكاس. يُعتقد أن اختفاء المنطقة المحيطية البيضاء يشير إلى فترات من التئام الغشاء المخاطي.
لا توجد عادة أعراض بخلاف المظهر غير المعتاد للسان، ولكن في بعض الحالات قد يعاني الأشخاص من ألم أو حرقة عند تناول الأطعمة الساخنة أو الحمضية أو الحارة أو أنواع أخرى من الأطعمة (مثل الجبن والطماطم والفاكهة). في حالة وجود أعراض الحرق، يجب أن تؤخذ في الاعتبار الأسباب الأخرى لحدوثه في اللسان، مثل داء المبيضات الفموي.

## العلاج
نظرًا لأن معظم الحالات لا تسبب أي أعراض، فإن طمأنة الشخص المصاب بأن الحالة حميدة تمامًا هو التدبير الوحيد عادةً.
يمكن استخدام التخدير الموضعي عند ظهور الأعراض لتوفير راحة مؤقتة. تشمل الأدوية الأخرى المستخدمة للتحكم في الأعراض مضادات الهيستامين أو الكورتيكوستيرويدات أو مضادات القلق، ولكن كل هذه الأدوية غير مدروسة رسميًا للتأكد من فعاليتها على اللسان الجغرافي. إذا أدت بعض الأطعمة إلى تفاقم الأعراض أو تحفيزها، سيكون من المفيد استبعادها من النظام الغذائي. أظهرت إحدى التجارب غير المنضبطة أن تناول الزنك بكميات زائدة له فائدة هامة في السيطرة على أعراض اللسان الجغرافي.

## الإنذار
قد تختفي الحالة بمرور الوقت، ولكن من المستحيل التنبؤ بوقت أو بحدوث ذلك أصلًا.

## وبائيًا
يعتبر اللسان الجغرافي حالة شائعة، فهو يصيب 2-3% من عامة السكان البالغين، على الرغم من أنه تشير مصادر أخرى إلى انتشار يصل حتى 14%. وهو أحد أكثر اضطرابات اللسان التي تحدث عند الأطفال شيوعًا. غالبًا ما تبدأ الحالة في مرحلة الطفولة، وأحيانًا في سن مبكرة، لكن أفاد آخرون أن أعلى معدل يحدث في الفئة العمرية التي تزيد عن 40 عامًا. يُقال أحيانًا أن الحالة أكثر شيوعًا عند الإناث بنسبة 2: 1. وأفاد آخرون أن الحدوث متساوٍ عند الجنسين.